# Умберто Еко
Умберто Еко (итал. Umberto Eco; Алесандрија, 5. јануар 1932 — Милано, 19. фебруар 2016) био је италијански писац, филозоф, естетичар, семиолог, теоретичар књижевности, есејиста, универзитетски професор и историчар средњег века. Познат је по својим романима и есејистичким делима.
Еко је плодно писао током свог живота, са својим радовима обухватајући књиге за децу, преводе са француског и енглеског, као и новинску рубрику „La Bustina di Minerva“ (Минервина шибица) објављивану да пута месечно у часопису L'Espresso почев од 1985. Његов последњи допринос (критичка оцена романтичних слика Франческа Хајеза) се појавио 27. јануара 2016. У време своје смрти, био је професор емеритус на Универзитету у Болоњи, где је предавао током већег дела свог живота. У 21. веку, наставио је да стиче признање за свој есеј из 1995. године „Ур-фашизам“, где Еко наводи четрнаест општих својстава за које верује да чине фашистичке идеологије.

## Рани живот и образовање
Еко је рођен 5. јануара 1932. у граду Алесандрија, у Пијемонту у северној Италији. Ширење италијанског фашизма широм региона утицало је на његово детињство. Са десет година добио је Прву покрајинску награду Луди Јувенилес након што је позитивно реаговао на подстицај младог италијанског фашистe који је написао „Да ли треба да умремо за славу Мусолинија и за бесмртну судбину Италије?“. Његов отац, Ђулио, једно од тринаесторо деце, био је рачуновођа пре него што га је влада мобилисала да учествује у три рата.Током Другог светског рата, Умберто и његова мајка, Ђована (Бизио), преселили су се у мало село на падинама планине Пијемонт. Његово село је ослобођено 1945. године, и након тога је био изложен америчким стриповима, европском отпору и Холокаусту. Еко је стекао салезијанско образовање и упућивао се на ред и његовог оснивача у својим радовима и интервјуима.
Пред крај живота Еко је веровао да је његово породично име скраћеница од ex caelis oblatus (од латинског: дар с неба). Као што је у то време био обичај, име је његовом деди (сирочету) дао званичник у градској скупштини. У једном интервјуу из 2011, Еко је објаснио да је пријатељ случајно наишао на акроним на листи језуитских акронима у Ватиканској библиотеци, информишући га о вероватном пореклу имена.

## Биографија
Током 1960-их бавио се естетиком и истакао се као један од најзначајнијих представника авангарде у италијанској култури. Припадао је књижевном покрету Група 63. Био је оснивач књижевних часописа Il Marcatre и Il Quindici. У свом истраживачком раду бавио се проучавањем средстава масовног информисања у оквиру семиологије и естетике применом структуралистичког метода. Естетика телевизијског искуства, естетске структуре директног преношења, слобода догађаја и детерминација, анализа поетског језика, отвореност и теорија информација, теме су којима се бавио.
Радио је пет година као уредник у редакцији за културу у Radiotelevisione Italiana (RAI) РАИ од 1954. до 1959. године.
Помно је пратио и луцидно анализирао савремену културу, комуникације, универзум информација и информациону естетику. Поред опште семиологије, бавио се семиологијом визуелних порука, семиологијом архитектуре, епистемологијом структуралних модела и семиолошком границом. У оквиру херменеутике и теорије књижевности бавио се семиологијом текста, тумачењем метафора, проблемом кривотворења и фалсификата и границама тумачења.
Од 1971. био је редовни професор естетике визуелних комуникација и семиологије на Универзитетима у Торину, Милану, Фиренци, Универзитету Колумбија у Њујорку, Јејлу и гостујући професор на многим факултетима.
Године 1980. објавио је филозофско-детективски роман Име руже који је постао један од најчитанијих и најпревођенијих романа. Еков други роман, Фукоово клатно такође је доживео велики успех.
Бавио се писањем, живио у Милану и Риминију са супругом Ренатом која је историчар уметности. На Универзитету у Болоњи водио програм из комуникологије. Писао је колумну за L’Espresso названу La bustina di Minerva (Минервина сваштара).
За роман Име руже добио је Premio Strega 1981. године.
У браку са професорком немачке уметности Ренатом Рамж имао је сина и ћерку.

## Критичка рецепција и наслеђе
Као академик са фокусом филозофију, семиотику и културу, Еко је поделио критичаре у погледу тога да ли његово теоретисање треба посматрати као бриљантан или као беспотребан пројекат сујете опседнут ситницама, док је његово писање фикције запањило критичаре својом истовременом сложеношћу и популарношћу. У свом осврту на Улогу читаоца из 1980. године, филозоф Роџер Скрутон, нападајући Екове езотеричне тенденције, пише да, „[Еко тражи] реторику техникалности, средства за стварање толико дима толико дуго да ће читалац почети да криви његов сопствени недостатак перцепције, а не недостатак просветљења аутора, због чињенице да је он престао да види." У свом прегледу Вере у кривотворине и Уметност и лепота у средњем веку, историчар уметности Никола Пени, из 1986. у међувремену, оптужује Ека за подметање, пишући „Сумњам да је Еко можда прво био заведен интелектуалним опрезом, ако не и скромношћу, праведним узроком 'релевантности' (реч која иде у прилог када се појавио ранији од ових есеја) – узрок који средњовековци могу бити склони да прихвате са посебно очајничким одбацивањем."
На другом крају спектра, Еко је хваљен због своје несталности и енциклопедијског знања, што му је омогућило да недокучиве академске предмете учини доступним и занимљивим. У рецензији Имена руже из 1980. године, књижевни критичар и научник Франк Кермод назива Теорију семиотике, „снажном, али тешком расправом“, сматрајући да је Еков роман „невероватно занимљива књига – веома чудна ствар која се може родити из страсти према средњем веку и семиотици, и веома модерно задовољство." Жил Делез цитира Екову књигу Отворено дело из 1962. године са одобравањем у свом семиналном тексту Разлика и понављање из 1968, књизи за коју се каже да је из ње постструктуралистички филозоф Жак Дерида такође црпео инспирицију. У некрологу филозофа и књижевног критичара Карлина Романа, за Ека се каже да је „[постао], током времена, критичка савест у центру италијанске хуманистичке културе, уједињујући мање светове као нико пре њега“.

## Награде и почасти
- Еко је добио преко 30 почасних доктората на многим угледним универзитетима широм света.[14]

## Дела

### Теоријска дела
- Естетски проблем у св. Томе Аквинског 1956. (Il problema estetico in San Tommaso)
- Уметност и лепо у естетици средњег века 1959, (срп. изд.1994)
- Отворено дјело 1962, (Opera Aperta 1962, срп. изд.1965)
- Џојсове поетике, (срп. изд. 1965)
- Култура, информација, комуникација 1968, (La struttura assente 1968, срп. изд. 1973)
- Напомене уз Име руже, 1983 (Postille al 'Nome della rosa' 1983)
- Минервина сваштара, (La Bustine di Minerva 2000, антологија новинских колумни и коментара 1994)
- Кант и кљунар (Kant e l'omitorinco 1997, 1997)
- Списи о моралу
- Како се пише дипломски рад (срп. изд. 2000)
- Границе тумачења 1995, (I limiti dell'interpretazione, срп. изд.2001)
- О књижевности, (Sulla letteratura, срп. изд. 2002)
- Минимални дневник (Diario Minimo1963, Il secondo Diario Minimo 1990)
- Казати готово исту ствар 2003, (Dire quasi la stessa cosa, срп. изд. 2011)
- Историја лепоте 2004, (срп. изд. 2008)
- Историја ружноће 2008.
- Бескрајни спискови, 2009.[22]
- Исповести младог романописца 2013.

### Романи
- Име руже (Il nome della rosa, 1980)
- Фукоово клатно (Il pendolo di Foucault, 1988)
- Острво дана пређашњег (1994) (L'isola del giorno prima, 1994)
- Баудолино (Baudolino, 2000)
- Тајанствени пламен краљице Лоане (La misteriosa fiamma della regina Loana (2004))
- Прашко гробље (Il cimitero di Praga, 2010)
- Нулти број (Numero zero, 2015)

### Књиге за децу
- Бомба и генерал (La bomba e il generale, 1966, Rev. 1988)
- Три космонаута (I tre cosmonauti, 1966)
- Gli gnomi di Gnu, 1992